# تالارحکمت
تالارحکمت مربوط به دوره قاجار است و در اردبیل، خیابان اوچ دکان، کوچه اربابی واقع شده و این اثر در تاریخ ۷ مهر ۱۳۸۱ با شمارهٔ ثبت ۶۳۸۸ به‌عنوان یکی از آثار ملی ایران به ثبت رسیده است.